# Comuna Berestivka, Volodîmîreț
Berestivka (în ucraineană Берестівка) este o comună în raionul Volodîmîreț, regiunea Rivne, Ucraina, formată din satele Berestivka (reședința) și Ostrivți.

## Demografie
Componența lingvistică a comunei Berestivka
     Ucraineană (99,61%)
     Alte limbi (0,39%)
Conform recensământului din 2001, majoritatea populației comunei Berestivka era vorbitoare de ucraineană (99,61%), existând în minoritate și vorbitori de alte limbi.